# Igé (Saône-et-Loire)
Igé település Franciaországban, Saône-et-Loire megyében. Lakosainak száma 890 fő (2022. január 1.). Igé Azé, Cluny, Saint-Maurice-de-Satonnay és Verzé községekkel határos.

## Népesség
A település népességének változása:
| Lakosok száma | 860  | 863  | 888  | 871  | 875  | 879  | 877  | 884  | 890  |
|               | 2013 | 2015 | 2016 | 2017 | 2018 | 2019 | 2020 | 2021 | 2022 |